# Charles Gouraud
Pour les articles homonymes, voir Gouraud.
Mathurin Claude Charles Gouraud (né le 2 octobre 1823 à Choisy et mort le 24 septembre 1876 à Palerme) est un homme de lettres, économiste, historien et essayiste français.

## Biographie
Après des études au lycée Charlemagne, Gouraud fait des études de droit et de lettres. Il obtient une licence ès lettres en 1843 à la Faculté des lettres de Paris.
En 1848, Charles Gouraud soutient sa thèse sur l’« Histoire du calcul des probabilités depuis ses origines jusqu’à nos jours ». Les mathématiques du hasard et l’histoire des sciences sont alors des disciplines récentes. Son doctorat est complété par une thèse latine sur le philosophe grec probabiliste Carnéade (219-228 av. J.-C.). Première thèse de doctorat ès lettres en histoire des mathématiques proposée à l’université de Paris, elle apporte un regard nouveau sur les probabilités et devient une référence incontournable en la matière, permettant de décloisonner les frontières, jusque-là assez étanches, entre facultés. 
Dans ses ouvrages économiques Charles Gouraud est opposé au libre-échange. Il défend protectionnisme et se réfère à Jean-Baptiste Colbert. Charles Gouraud plaide pour l'utilisation des données statistiques en économie "[on a dit de] la géographie et de la chronologie qu'elles étaient les yeux de l'histoire, on pourrait dire de la statistique qu‘elle en est le flambeau. Il n'y a guère, en effet, qu'à la lumière qu'elle seule peut répandre sur l'état de la puissance productive du travail et du génie d‘un peuple aux différents âges de son existence, qu'il soit possible de mesurer avec justesse l'influence comparée des causes qui ont entraîné ce peuple, soit dans la route du progrès, soit dans celle de la décadence".

## Publications

### Ouvrages d'économie et d'histoire
Histoire de la politique commerciale de la France et de son influence sur le progrès de la richesse publique depuis le Moyen âge jusqu'à nos jours 1, Paris : Durand , 1854,  réed. New-York : Burt Franklin , 1971, lire en ligne sur Gallica
Le Socialisme dévoilé : simple discours,  Paris ,  A. Durand , 1849 lire en ligne sur Gallica
La société française et la démocratie  Paris : Librairie internationale , 1870
Essai sur la liberté du commerce des nations : examen de la théorie anglaise du libre-échange , Paris : A. Durand , 1853 lire en ligne sur Gallica
Histoire des causes de la grandeur de l'Angleterre depuis les origines jusqu'à la paix de 1763, Paris A. Durand 1856
Lysis, Histoire Contemporaine Paris A. Durand 1859
Histoire du calcul des probabilités depuis son origine jusqu'à nos jours : avec une thèse sur la légitimité des principes et des applications de cette analyse, Paris,  Auguste Durand , 1848 lire en ligne sur Gallica
 Le prétendant, Paris 1876, ed.   A. Lacroix et Cie, 372 p. lire en ligne sur Gallica

### Ouvrages littéraires
Ludovic, comédie en cinq actes en prose,  Paris 1863,  impr. de Dubuisson, 170 p.
Cornélie, Paris, 1862,  L. Hachette, 555 p. 

### Articles parus dans laRevue de Deux Mondes
L’Italie, ses dernières révolutions et sa situation actuelle, t13, 1852
Tendances de l'Economie politique en Angleterre et en France, t14 1852
L’Autriche et le prince Scharzenberg,  t14, 1852